# Сем Фьорстенберг
Сем Ферстенберг (англ. Sam Firstenberg; 13 березня 1950) — американський кінорежисер.

## Біографія
Сем Ферстенберг народився 13 березня 1950 у Польщі в єврейській родині, виріс в Єрусалимі. Після закінчення аспірантури в Університеті Лойола Мерімаунта, він здобув вищу освіту в Лос-Анджелесі, Каліфорнія. Сем є одним з найвідоміших режисерів малобюджетних фільмів категорії «Б», серед яких перші два фільми серії про американського ніндзя: «Американський ніндзя» і «Американський ніндзя 2: Протистояння»

## Фільмографія
- 2003 — Міжпланетний надлишок чоловіків та амазонки з відкритого космосу / The Interplanetary Surplus Male and Amazon Women of Outer Space
- 2002 — Сипучі піски / Quicksand
- 2001 — Павуки 2 / Spiders II: Breeding Ground
- 2001 — Хрест-навхрест / Criss Cross
- 2000 — Дублер / The Alternate
- 1998 — Острів Маккінсі / McCinsey's Island
- 1997 — Готель пристрасті / Motel Blue
- 1997 — Операція загону «Дельта» / Operation Delta Force
- 1994 — Кіборг-поліцейський 2 / Cyborg Cop II
- 1993 — Криваві воїни / Blood Warriors
- 1993 — Кіборг-поліцейський / Cyborg Cop
- 1992 — Американський самурай / American Samurai
- 1992 — Тропічна спека / Sweating Bullets
- 1991 — Загін «Дельта» 3: Вбивча гра / Delta Force 3: The Killing Game
- 1990 — День нашої зустрічі / Neshika Bametzach
- 1989 — Закрут річки / Riverbend
- 1987 — Американський ніндзя 2: Протистояння / American Ninja 2: The Confrontation
- 1986 — Караюча сила / Avenging Force
- 1985 — Американський ніндзя / American Ninja
- 1984 — Брейк-данс 2 / Breakin' 2: Electric Boogaloo
- 1984 — Ніндзя 3: Панування / Ninja III: The Domination
- 1983 — Ще один шанс / One More Chance
- 1983 — Помста ніндзя / Revenge of the Ninja
- 1979 — Заради собаки / Simpatya Bishviel Kelev